# Aigner Szilárd
Aigner Szilárd (Budapest, 1946. június 5. – Budakalász, 2016. június 6.) meteorológus. Felesége Pártai Lucia meteorológus.

## Élete, munkássága
1973-ban végzett az ELTE Természettudományi Kar meteorológia-fizika  szakán.
1973–1989 között az Országos Meteorológiai Szolgálat tudományos főmunkatársa volt, az Előrejelző főosztály vezetője. 1989-től 1992-ig a Texo-Graphicomp Kft. résztulajdonosa, a Texo-Magánmeteorológia szakmai irányítója volt, 1992-ben az Aigner és Pártai Bt., majd Kft. tulajdonosa lett.
A Budapesti Rendőr-főkapitányság meteorológus szakértője, a European Weather Service előrejelző részlegének irányítója volt.
1989–1992 között a Texo-Graphicomp Kft. vállalkozás résztulajdonosa. Szakmai irányítója volt a Texo-Magánmeteorológiának. Az Aigner és Pártai Bt., illetve Kft. tulajdonosa lett 1992-ben.
Meteorológusként az időjárás-előrejelző tevékenysége során védjegyévé vált a „Derűs napot!” búcsúzás.  Egyike volt azoknak a meteorológusoknak, akik az 1990-es évek végéig azt a bizalmi pozíciót töltötték be a televíziónézők tájékoztatása során, akiknek hittek a nézők, hiszen a vonzó képernyős személyiségén kívül komoly szakmai ismerete és felhalmozott gyakorlati tapasztalata volt, és sikerült hétköznapi nyelvre lefordítania a száraz meteorológiai szakmai nyelvezetet. 2007-ben Reader’s Digest magazin országos reprezentatív felmérést végzett Kiben bízik Magyarország? cimmel, amelyen a 19. helyen végzett.

## Díjai
- A Magyar Televízió Nívódíja
- Aranyszarvas-díj